# Ruta mariana
La Ruta Mariana es un itinerario de interés cultural y religioso que une a los siguientes santuarios: Santuario del Pilar, Santuario de Torreciudad, Santuario de Montserrat, Santuario de Lourdes y Santuario de Meritxell (este último se unió a la ruta en marzo de 2014), un itinerario de fe guiado por la espiritualidad y devoción mariana, poseedor de una gran riqueza turística, patrimonial, rural, gastronómica y natural.
Se desarrolla por las comunidades autónomas de Aragón y Cataluña en España, por las regiones de Aquitania y Mediodía-Pirineos en Francia y por el Principado de Andorra. Se trata pues de un itinerario plural y multicultural con importantes atractivos y una variada oferta complementaria, donde cada santuario posee unas cualidades y características propias.
Actualmente es uno de los destinos de peregrinación mariana más visitado y reconocido en España y Francia, así como en otros países de Europa (Italia, Portugal, Alemania, Polonia, etc.) y en el centro y sur de América.
Esta ruta, que cada año aumenta su número de visitantes, acoge anualmente entre sus cuatro santuarios alrededor de 12 millones de peregrinos, lo cual refleja el gran atractivo e importancia que posee tanto para peregrinos como para turistas.
Los santuarios anteriormente mencionados (El Pilar, Torreciudad, Montserrat, Santuario de Meritxell y Lourdes) se han unido para fundar la Asociación para la Promoción de la Ruta Mariana cuyo objetivo es la promoción tanto de los propios santuarios, de la devoción mariana y de las bondades y riquezas del territorio en el que se encuentra. La asociación ha creado una página web destinada a posibles peregrinos y visitantes en la que se puede encontrar tanto información religiosa como un amplio contenido turístico de cada una de las zonas por las que transcurre la ruta.
La Ruta Mariana siempre ha estado ahí desde los mismos orígenes de los santuarios. La devoción que procesan los fieles y peregrinos por la Santísima Virgen es un hecho tan antiguo como cierto.
Desde hace siglos, millones de personas peregrinan a los santuarios para venerar y dar gracias a la Virgen, para demostrar su fe y su amor.
De manera individual, en familia, en grupo, en romería o en peregrinación, cualquier manera es bienvenida para acercarse a uno de estos destinos marianos y rendir homenaje y adoración a la Sagrada Imagen.
Hoy en día, los santuarios continúan con esa labor evangelizadora de fomentar y divulgar la devoción mariana, coordinando las acciones y actividades pastorales y poniendo al alcance de todas las personas los servicios del centro.
En el año 2015 se celebró un 'Año Jubilar del Pilar' con motivo del 1975 aniversario de la venida de la Virgen María en carne mortal a Zaragoza.